# Raffael Ganz
Raffael Ganz (* 2. April 1923 in St. Margrethen im Kanton St. Gallen; † 2. Januar 2004) war ein Schweizer Schriftsteller.

## Leben
Raffael Ganz, 1923 in St. Margrethen geboren, ist in Horgen und Zürich aufgewachsen. Bis 1970 unternahm er ausgedehnte Reisen mit jahrelangen Aufenthalten in Marokko, Spanien, Finnland und den USA. Diese gaben ihm das nötige «Material» für seine Hörspiele, Zeitungsartikel, Fotoreportagen und literarischen Texte.
Er arbeitete als Werbe-Texter und Übersetzer und schrieb meist in seiner Freizeit.
Sein Werk besteht vor allem aus Kurzgeschichten. Er selbst meinte dazu: «Die ‹short story› ist der Fiebermesser der Zeit.»

## Auszeichnungen
- 1960 Conrad-Ferdinand-Meyer-Preis für Orangentraum

## Werke

### Bücher
- Piste impériale. Erzählung. Tschudy (Der Bogen 60), St. Gallen 1959.
- Orangentraum. Erzählungen aus Marokko. Artemis, Zürich 1961.
- Abend der Alligatoren. Erzählungen. Artemis, Zürich 1962.
- Schabir. Roman. Artemis, Zürich 1966.
  - leicht überarbeitete Lizenzausgabe: Sayed Schabir. Abenteuer im Zweistromland. Fischer (Taschenbuch 8110), Frankfurt am Main 1985.
- Von Dohlen und Zeit. Mohn, Gütersloh 1967.
- Im Zementgarten. Prosatexte. Orell Füssli, Zürich 1971.
- Schneefahrt. Erzählung. Hug & Söhne, Zürich 1979.
- Sandkorn im Wind. Erzählungen. Orell Füssli, Zürich 1980.

### Theaterstück
- Putscheneller. Einakter, 1973.

### Hörspiele
- Die vier Elemente. Schweizer Radio DRS, Zürich 1948
- Uraltes Wehn vom Meer. Zürich 1949.
- Europäische Landschaften. Zürich 1949.
- Das einsame Herz. Zürich 1950.
- Ein Lied geht um die Welt. Radio-Operette, Zürich 1956.